# غايتان فاران
غايتان فاران (بالفرنسية: Gaëtan Varenne) هو لاعب كرة قدم فرنسي وإسرائيلي في مركز الهجوم، ولد في 24 يونيو 1990 في لو بوي أون فيلاي في فرنسا. لعب مع نادي أسدود ونادي باستيا ونادي هبوعيل القدس.

## وصلات خارجية
- غايتان فاران على موقع الاتحاد الأوربي (الإنجليزية)
- غايتان فاران على موقع رابطة كرة القدم الفرنسية للمحترفين (الإنجليزية)
- غايتان فاران على موقع قاعدة بيانات كرة القدم.إي يو (الإنجليزية)
- غايتان فاران على موقع Soccerway.com (الإنجليزية)
- غايتان فاران على موقع عالم كرة القدم.نت (الإنجليزية)
- غايتان فاران على موقع AS.com (الإسبانية)